# رونی دیلا
رونی دیلا (انگلیسی: Ronny Deila؛ زادهٔ ۲۱ سپتامبر ۱۹۷۵) بازیکن فوتبال سابق و مربی کنونی اهل نروژ است.
از باشگاه‌هایی که در آن بازی کرده‌ است می‌توان به اود، وایکینگ، و استرومسگودست اشاره‌ کرد.
وی همچنین در تیم‌های ملی فوتبال زیر ۱۷ سال و زیر ۲۱ سال نروژ بازی کرده‌ است.